# Sparkys
Sparkys je české hračkářství. Založeno bylo v roce 1998 a zaměřuje se na prodej hraček a dárků. Od roku 2015 je vlastněno společností WORMELEN group, kterou vlastní podnikatel Petr Homolka, a který zároveň vlastní hračkářství Bambule.
Do roku 2015 vlastnil hračkářství Sparkys jeho zakladatel švýcarský podnikatel Sebastian Pawlowski. V Česku provozuje společnost asi 40 kamenných obchodů, zejména v nákupních centrech. V roce 2014 měla společnost tržby ve výši 330 milionů korun.
V roce 2024 společnost expandovala také na Slovensko, když v zemi koupila 17 kamenných obchodů společnosti Alltoys.

## Dům hraček Sparkys
Na Havířské ulici v Praze provozovala společnost do roku 2020 čtyřpatrový Dům hraček Sparkys. V roce 2020 byl pak otevřen dvoupatrový dům na Václavském náměstí. Již v roce 2004 pak společnost otevřela také dvoupatrový Dům hraček Sparkys na Masarykově ulici v Brně. V roce 2021 byl otevřen Dům hraček Sparkys i v Čestlicích.